# Гальтон, Дороти
Дороти Гальтон (Голтон, Галтон) (англ. Dorothy Constance Galton; 14.10.1901, Лондон — 27.08.1992, г. Шерингем, Англия) — британка, подозревавшаяся британскими спецслужбами в шпионстве на русских (однако доказано это никогда не было). Член Компартии Великобритании.
Дочь en:Frank Wallace Galton, бывшего секретарём супругов Сиднея и Беатрисы Веббов и Фабианского общества.
Училась в Бедфорд-колледже для женщин Лондонского ун-та, однако своё образование там не завершила.
В 1920-25 гг. работала ассистентом в научно-информационном отделе Лейбористской партии.
В 1925-26 гг. личный секретарь венгерского политика-эмигранта Михая Каройи.
В 1928 году стала секретарём проф. Б. Пэрса в Школе славянских исследований при Королевском колледже Лондонского университета (SSEES). С 1932 года, когда эта школа стала независимым учреждением, Гальтон стала её административным секретарем. Работала в SSEES до дек. 1961 г.
Во время работы в SSEES она сблизилась с Д. П. Святополк-Мирским, в 1932 году вернувшимся в СССР.
В 1932-36 гг. активный член Компартии Великобритании. В августе 1934 г. посетила Ленинград. В 1935-6 гг. посещала СССР вместе с Б. Пэрсом.
В 1936 году она оставила политическую деятельность в пользу «специальной научно-исследовательской работы».
На протяжении 1930-х годов за ней продолжали следить британские спецслужбы. В 1940-е годы она также оставалась объектом их интереса, её почту они перехватывали до 1952 года. Через её перехваченную почту спецслужбам стало известно, что в 1950 году она восстановилась в компартии.
Несмотря на длительные подозрения спецслужб в её шпионстве для русских или, по крайней мере, для Компартии Великобритании, они так никогда и не смогли ничего доказать.
С 1950-х годов у неё возник интерес к изучению пчеловодства, особенно российского. В 1971 году Британская пчелоисследовательская ассоциация выпустила её книгу «A survey of a thousand years of beekeeping in Russia». С 1987 года почётный член Международной пчелоисследовательской ассоциации.
Её последняя работа «Bees, honey and beeswax in early historical times» была окончена ею незадолго до смерти, однако не опубликована и рукопись её в настоящее время утрачена.
Замужем не была.
В молодости перенесла операцию, из-за которой не могла иметь детей.

## Книги
- A survey of a thousand years of beekeeping in Russia (1971)
- The bee-hive: An enquiry into its origin and history (1982)